# Палладій (Раєв-Писарев)
Митрополи́т Палла́дій (у світі — Павло Іванович Раєв, при народженні Писарєв; 2 липня (20 червня) 1827, село Пешелань Арзамазького повіту, Нижньогородська губернія — †17 грудня 1898, Санкт-Петербург) — релігійний діяч РПЦ. З 18 жовтня 1892 до смерті — митрополит Санкт-Петербурзький та Ладозький, провідний член Святійшого синоду.

## Життєпис
Народився в сім’ї священика. Навчався у Нижньогородському духовному училищі та Нижньогородській духовній семінарії. 
1852 – закінчив Казанську духовну академію зі ступенем магістра богослов’я і призначено вчителем логіки та психології у Нижньогородській духовній семінарії, та викладачем татарської мови. 
15 серпня 1856 – рукопокладений у священика до нижньогородської Покровської церкви. 
1860 – став вдівцем. 
15 січня 1861 – прийняв чернечий постриг з іменем Палладій, на честь Палладія Антиохійського. 
18 лютого 1862 – зведений в сан архімандрита. 
28 серпня 1863 — інспектор Санкт-Петербурзької духовної семінарії. 
2 грудня 1864 — ректор Санкт-Петербурзької духовної семінарії. 
18 грудня 1866 – хіротонія в єпископа Ладозького, першого вікарія Санкт-Петербурзької єпархії. 
15 липня 1869 — єпископ Вологодський та Устюзький. 
За його вказівкою у Вологді зведена нова дзвіниця Софійського собору .
13  червня 1873 — єпископ Тамбовський та Шацький. 
9 вересня 1876 — єпископ Рязанський та Зарайський. 
12 квітня 1881 – зведений в сан архієпископа. 
21 серпня 1882 — архієпископ Казанський та Свіязький. 
1886 – заснував Царевококшайський Богородично-Сергієвський жіночий монастир. 
29 вересня 1887 — архієпископ Карталинський та Кахетинський, екзарх Грузії. 
1888 – нагороджений діамантовим хрестом для носіння на клобуці. 
18 жовтня 1892 – призначений до Санкт-Петербурзької катедри із зведенням в сан митрополита і до провідного члена Синоду. Прибув до Санкт-Петербургу 19 листопада того ж року. 
14 травня 1896 очолив коронацію царя Миколи ІІ та його дружини Олександри. Тоді ж отримав діамантовий хрест для носіння на митрі..
В кінці 1898 захворів. 5 грудня о 2.40 помер. 
Похований в Ісидорівській церкві Олександро-Невської Лаври (зачинена у 1932 році). 
1932 – його залишки перенесені до Братського цвинтаря Лаври. 

## Праці
- «Ознаки істинності православного християнства та брехливості мухамеданства»  «Місіонер. сбірник», Казань, 1876.
- «Слова та промови». Рязань, 1880.
- «Промова при вступу до управління Казанською паствою». «Прав. Собес.» 1882, листопад, с. 191—195, с. 196—204.
- «Промова ново поставленому іноку Олександру Вадковському, постриженому з іменем Антонія». «Прав. Собес.» 1883, березня, с. 304—306.
- «Слово на день Благовісту Пресвятої Богородиці». «Прав. Собес.» 1883, с. 1-8.
- «Слово на день святителів та чудотворців Казанських Гурія, Варсонофія та Германа». «Прав. Собес.» 1883, жовтень, с. 1-8.
- «Слово в неділю святих праотців». «Прав. Собес.» 1883, грудень, с. 1-6.
- «Промова перед дворянськими виборами 16 січня 1884». «Прав. Собес.» 1884, січень, с. 1-4.
- «Слово на день Срітення Господня». «Прав. Собес.» 1884, лютого, с. 1-8.
- «Слово в день тысячелетия со дня блажен. кончины св. Равноапостольного Мефодия». "Прав. Собес. 1885, апрель, с. 337—343.
- «Слово на день столітнього ювілею з дня пожалування дворянської грамоти». «Прав. Собес.» 1885, травень, с. 1-3.
- «Слово на день явлення Казанської ікони Божої Матері». «Прав. Собес.» 1885, липень, с. 1.
- «Промова у Казанському соборі 23 червня 1887». «Прав. Собес.» 1887, липень, с. 251—252.
- «Промова після повернення із Синоду 14 червня 1887». «Прав. Собес.» 1887, липень, с. 249—250.
- «Із повчань Високопреосв. Палладія, митрополита СПБ та Ладозького». «Народная Академия», кн. 1 Вид. С. Г. Рункевича, СПБ, 1895.
- «Добре слово». «Церк. Вісн.» 1895, № 47, с. 1503.
- «Вітальна промова у Тифлісі». "Приб. к «ЦВ» 1888, № 41, с. 1123.